# Isomorphic Labs
Isomorphic Labs Limited — лондонська компанія, яка використовує штучний інтелект для розробки ліків.

## Історія
Isomorphic Labs була заснована Демісом Гассабісом, який є її генеральним директором (CEO). Компанія була зареєстрована 24 лютого 2021 року та оголошена 4 листопада 2021 року.
Isomorphic Labs була створена під егідою Alphabet Inc. як дочірня компанія її дослідницької лабораторії ШІ DeepMind, засновником та генеральним директором якої також є Деміс Гассабіс.
У грудні 2022 року Isomorphic Labs оголосила про відкриття свого другого офісу в Лозанні (Швейцарія).
У січні 2024 року Isomorphic Labs уклала партнерські угоди з Novartis AG та Eli Lilly and Company для спільної роботи над дослідженнями та розробкою ліків за допомогою ШІ.

## Діяльність
Компанія використовує технологію AlphaFold від DeepMind, яка може бути використана для високоточного прогнозування білкових структур в організмі людини, дозволяючи її дослідникам знаходити нові цільові шляхи для доставки ліків.
У травні 2024 року Google DeepMind та Isomorphic Labs оголосили про випуск AlphaFold 3 — платформи штучного інтелекту та фундаментальної моделі. Платформа, доступна безкоштовно на сервері AlphaFold для некомерційних досліджень, була розроблена шляхом навчання на майже 100 000 відомих білків. AlphaFold 3 може прогнозувати, як білки згортаються, та їх взаємодії з молекулами, що зазвичай містяться в ліках, такими як ліганди або антитіла, що, як очікується, значно прискорить відкриття ліків.
У листопаді 2024 року попередні результати CASP16 показали, що моделі на основі AlphaFold 3 незначно перевершили старіші методи прогнозування взаємодій білок-ліганд. Найкращі моделі в розділі CASP16 «Прогнозування конформації для фармацевтичних цілей» були ClusPro and CoDock та CoDock, які використовували прогнози на основі AlphaFold 2, візуальний огляд людиною та ручні коригування. Незважаючи на ці результати, у квітні 2025 року Isomorphic Labs залучила 600 мільйонів доларів у своєму першому зовнішньому раунді фінансування, який очолила Thrive Capital.
У липні 2025 року президент компанії Колін Мердок в інтерв'ю виданню Fortune оголосив про підготовку до початку випробувань на людях перших препаратів, розроблених штучним інтелектом.